# Patryk Pawlaszczyk
Patryk Pawlaszczyk (ur. 16 marca 1988) – polski żużlowiec.
Licencję żużlową uzyskał w 2004 (nr licencji: 339) jako zawodnik RKM Rybnik. Zadebiutował w oficjalnych zawodach 21 maja 2004 podczas rozgrywek Młodzieżowej Ligi Południowej w Opolu i zdobył 3 punkty w 2 startach. 21 czerwca 2011 ożenił się.

## Kluby
- RKM Rybnik (2004–2008)
- KM Ostrów Wielkopolski (2009)
- Wanda Kraków (2010–2011)
- KS ROW Rybnik (2012)

## Osiągnięcia
- Brązowy Kask: 1. miejsce (2005), 3. miejsce (2007)
- Srebrny Kask: 7. miejsce (2005)
- Mistrzostwa Polski Par Klubowych: brąz (2006)
- Młodzieżowe Drużynowe Mistrzostwa Polski: brąz (2006)